# Neurothemis stigmatizans
Neurothemis stigmatizans là loài chuồn chuồn trong họ Libellulidae. Loài này được Fabricius mô tả khoa học đầu tiên năm 1775.

## Hình ảnh

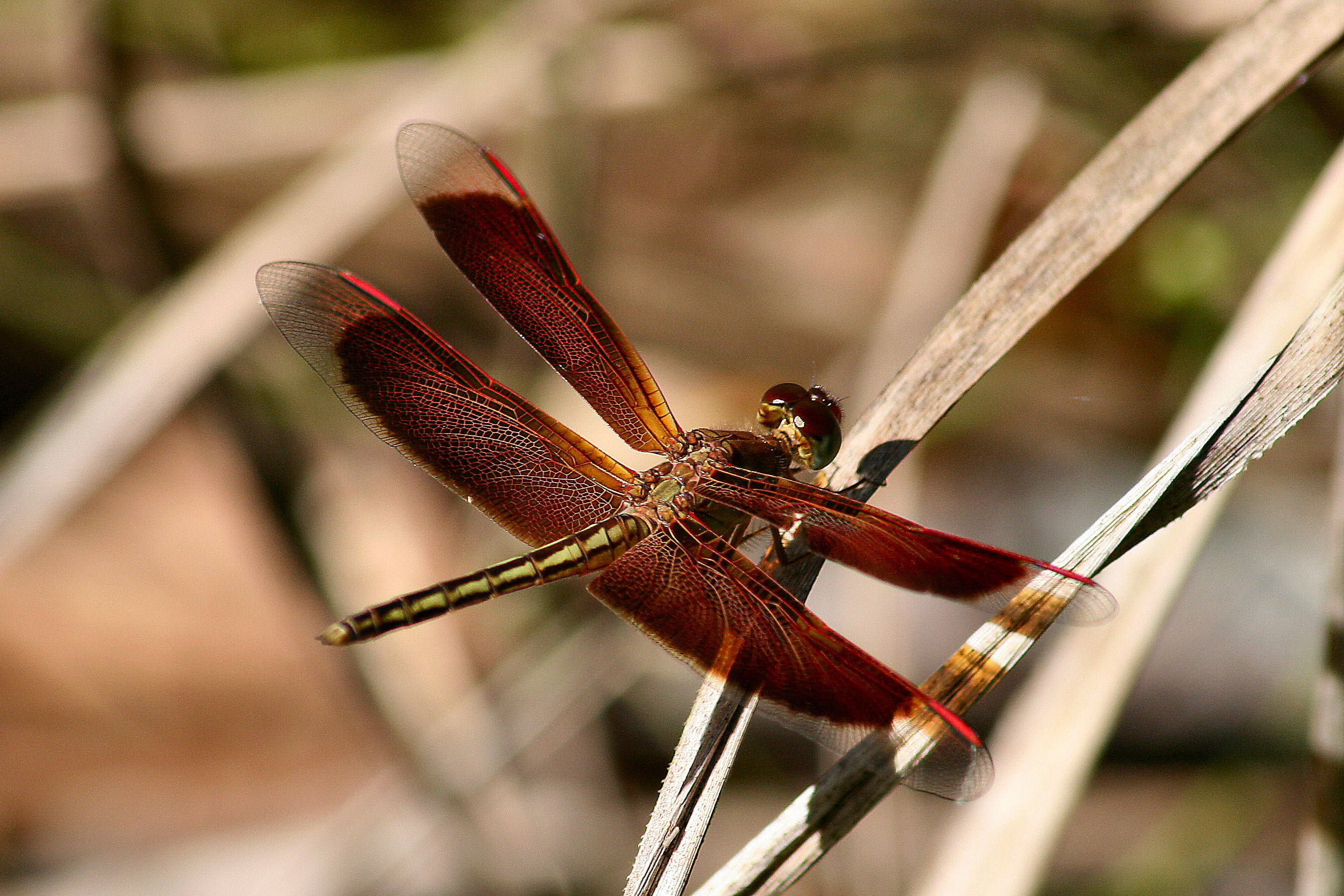
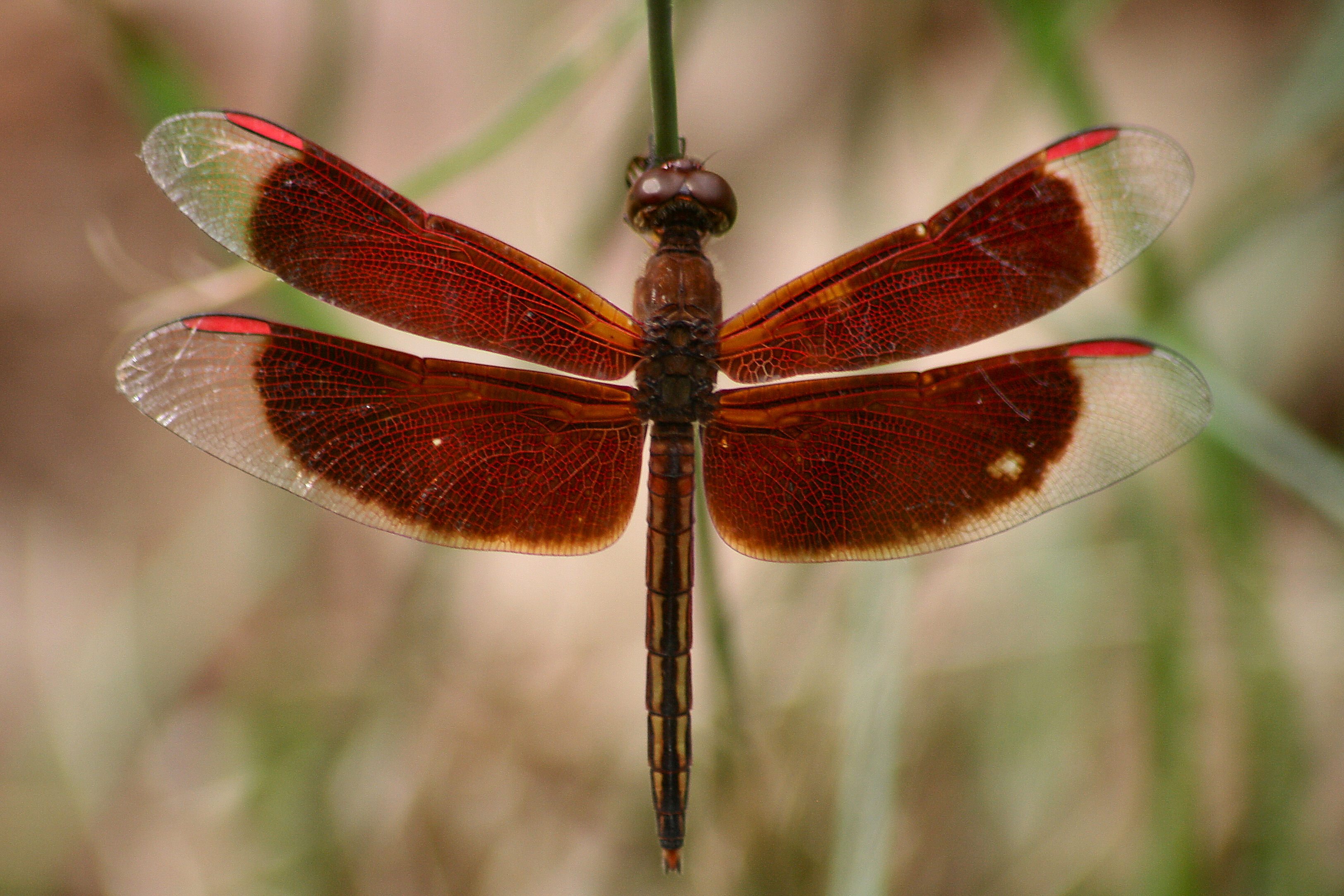